# Eugenia salacioides
Eugenia salacioides là một loài thực vật có hoa trong Họ Đào kim nương. Loài này được G.Lawson ex Hutch. & Dalziel mô tả khoa học đầu tiên năm 1927.